# 1943年度の将棋界
1943年度の将棋界（1943ねんどのしょうぎかい）では、1943年（昭和18年）4月から1944年（昭和19年）3月の将棋界に関する出来事について記述する。

## できごと

### 1943年月日不明
- 第4期名人戦の第1回予備手合三番勝負は木村義雄名人の2連勝で、萩原淳八段は挑戦資格を獲得することができなかった[1][2]。
- 第4期名人戦の第2回予備手合三番勝負は木村義雄名人の2勝1敗で、大野源一八段は挑戦資格を獲得することができなかった[1][2]。

### 1943年春
- 第4回昭和番付編成将棋が開始された。優勝は9勝1敗の松下力六段。次点の8勝2敗は木村義雄名人と中村熊治四段[3]。
- 昭和番付編成将棋の関西版である、関西本部朝日番附戦が開始された[3]。

### 1943年8月
- 関西本部朝日番附戦は升田幸三六段が8勝2敗で優勝。木村義雄名人に勝利すれば八段昇段（飛付）であったが、逆転負けを喫した[3][4]。

### 1943年9月
- 6日 - 神田辰之助八段が死去。享年50歳[5]。

### 1944年3月
- 6日 - 小菅剣之助名誉名人が死去。享年79歳[5]。

## 昇段・引退
| 昇段 | 棋士       | 昇段日 | 注           |
| ---- | ---------- | ------ | ------------ |
| 四段 | 廣津久雄   | 1943年 | [ 6 ]        |
| 四段 | 京須行男   | 1943年 | [ 7 ]        |
| 四段 | 富沢幹雄   | 1943年 | [ 8 ]        |
| 四段 | 吉田六彦   | 1943年 | [ 9 ]        |
| 五段 | 板谷四郎   | 1943年 | [ 10 ]       |
| 五段 | 本間爽悦   | 1943年 | [ 11 ]       |
| 五段 | 山中和正   | 1943年 | [ 12 ]       |
| 五段 | 野村慶虎   | 1943年 | [ 13 ]       |
| 五段 | 鈴木禎一   | 1943年 |              |
| 六段 | 大山康晴   | 1943年 | [ 14 ]       |
| 七段 | 升田幸三   | 1943年 | [ 3 ] [ 14 ] |
| 七段 | 飯塚勘一郎 | 1943年 | [ 7 ]        |
| 八段 | 梶一郎     | 1943年 | [ 15 ]       |
| 八段 | 村上真一   | 1943年 | [ 7 ]        |